# Tapis de Téhéran
 (juillet 2016).
Le tapis de Téhéran est un type de tapis persan. Le coût de la main d'œuvre étant devenu trop élevé dans la capitale de l'Iran, la fabrication de ce type de tapis s'est arrêté dans les années 1970.

## Description
Le tapis de Téhéran présente le même type de motifs que les tapis de Veramin, avec une prédilection pour les décors de fleurs et d'animaux. La précision du travail est toujours très grande et les couleurs sobres.
On retrouve aussi souvent le vase à fleurs du tapis d'Esfahan, sur un champ orienté et en forme de niche.